# Rosa Navarro Durán
Rosa Navarro Durán (Figueras, 16 de noviembre de 1947) es una filóloga y catedrática de Literatura Española de la Universidad de Barcelona, donde ha ejercido la docencia desde el año 1969 hasta 2018; en la actualidad es profesora emérita de dicha Universidad. Ha sido jurado del Premio Príncipe de Asturias de las Letras desde 2000 a 2014, del Premio Princesa de Asturias de las Letras de 2015, 2016, 2019, 2020, 2021 y 2022  y del Premio Miguel de Cervantes de 2012 a propuesta de la CRUE.
Entre sus aportaciones filológicas más relevantes destaca su atribución de La vida del Lazarillo de Tormes, y de sus fortunas y adversidades a Alfonso de Valdés, hipótesis que propuso en el libro Alfonso de Valdés, autor del “Lazarillo de Tormes” (Gredos, 2003; 2ª ed. ampliada, 2004) y que ha seguido sosteniendo en numerosas publicaciones posteriores, así como en la edición crítica del Lazarillo (Alianza editorial, 2016). También es autora de versiones de clásicos literarios adaptadas al público infantil y juvenil, como La Odisea contada a los niños.

## Biografía
La profesora Rosa Navarro Durán ha sido coordinadora del área de Filología y Filosofía de la ANEP (de 2001 a 2005), presidenta de la Comisión de Humanidades para la evaluación del profesorado (PEP) en la ANECA (de 2005 a 2009) y miembro de la Comisión de Evaluación de la Investigación en el ámbito de Humanidades de la AQU  (2009 a 2014).
Es autora de ediciones de textos de la Edad de Oro (publicadas a lo largo de más de 30 años), ha escrito numerosos artículos sobre análisis de textos de dicha época y de poesía contemporánea, y ensayos sobre cómo comentar textos literarios, por qué leer a los clásicos o sobre escritores áureos. Ha editado cinco volúmenes de Novela picaresca (Biblioteca Castro, 2004-2010) el primero de los cuales —con su edición del Lazarillo de Tormes— ha sido reeditado en 2011 con una adenda.
Desde 2002, sus publicaciones más destacadas están relacionadas con su nueva lectura de La vida de Lazarillo de Tormes y su defensa de que el autor de la obra fue Alfonso de Valdés, el gran valedor de Erasmo en España y secretario de Carlos V. Con esta tesis entronca su atribución de La segunda parte de Lazarillo de Tormes (Amberes, 1555) a Diego Hurtado de Mendoza. 
En 2019 publicó un estudio donde defiende que la escritora María de Zayas del Siglo de Oro es solo un heterónimo de Alonso de Castillo Solórzano. 
A lo largo del siglo XXI, su vocación pedagógica le ha llevado a adaptar los clásicos para niños y estudiantes, con el fin de poner a su alcance el patrimonio literario de la lengua castellana. 
Además de ser jurado de los premios Príncipe de Asturias y del Cervantes, lo ha sido también del Premio Edebé de Literatura juvenil (2001-2024), del Premio Gerardo Diego de investigación literaria (2008-2025), del VI Premio de creación literaria Villa del Libro (2022) y del III premio de relato "Mujeres que cuentan" (2022).
En 2012 obtuvo el premio Algaba por su obra Pícaros, ninfas y rufianes. La vida airada en el siglo de Oro y en 2019 su obra Secretos a voces consiguió el Premio Internacional de Ensayo Jovellanos en su XXV edición.
Ha sido directora del "Aula de Verano Ortega y Gasset" en la UIMP entre 2006 y 2012. Ha comisariado la exposición "Teresa de Jesús: La prueba de mi verdad", en la Biblioteca Nacional de España (marzo-mayo 2015), en conmemoración del quinto centenario del nacimiento de la santa, con una itinerancia que la ha llevado a Salamanca, Burgos, Oviedo y Granada. Y en 2016 la exposición, también itinerante, "16 personajes que maravillan... y Miguel de Cervantes", en homenaje al autor del Quijote en el cuarto centenario de su muerte, que ha sido presentada sucesivamente en Bogotá, Medellín, Ciudad de México, Tegucigalpa, La Habana, Alcalá de Henares, Cantabria, Gerona, Zaragoza, Teruel, Avilés, Lérida, Ciudad Real, Antequera,  Palencia, Badajoz y Zamora.

### Ensayos
- Poemas inéditos de Félix Persio, Bertiso  (Diputación de Sevilla, 1983)

- Guías Laia de Literatura. La vida del Buscón llamado don Pablos de F. de Quevedo (Barcelona, Laia, 1983)

- Comentar textos literarios (Madrid: Alhambra, 1990)

- La mirada al texto (Comentario de textos literarios)  (Barcelona: Ariel, 1995; 2ª ed. 2017)

- Retrato de Francisco Ayala (Barcelona: Galaxia Gutenberg/Círculo de Lectores, 1996)

- ¿Por qué hay que leer a los clásicos? (Ariel, 1996)

- Breve historia de la literatura española, en colaboración con Carlos Alvar y José Carlos Mainer (Madrid, Alianza Editorial, 1997, 9ª reimpresión, 2012; 2ª ed. revisada y ampliada, 2014)

- Cómo leer un poema (Ariel, 1998; 3ª ed. 2008)

- “Lazarillo de Tormes” de Alfonso de Valdés (SEMYR, 2002)

- Alfonso de Valdés, autor del “Lazarillo de Tormes” (Gredos, 2003; 2ª ampliada, 2004)

- “Lazarillo de Tormes” y las lecturas de Alfonso de Valdés (Diputación Provincial de Cuenca, 2003)

- Cervantes (Madrid: Síntesis, 2003)

- Escenas cervantinas (Madrid: Alianza Editorial, 2005)

- “La vida de Lazarillo de Tormes” y los dos “Diálogos” de Alfonso de Valdés. Palabras y asuntos en común (Santander: Sociedad Ménéndez Pelayo, 2006)

- “Suplico a vuestra merced...” Invitación a la lectura del "Lazarillo de Tormes" (Vigo: Editorial Academia del Hispanismo, 2008)

- La verdad sobre el caso del "Lazarillo de Tormes", Cénlit, 2010)

- El “Tirant lo Blanc” i la seva presència en el “Lazarillo de Tormes” i en les novel·les de Cervantes, traducció de Maria Pilar Perea, Fundació Germà Colón (Publicacions de l’Abadía de Montserrat, Castelló-Barcelona, 2011)

- Tres personajes satíricos en busca de su autor (Universidad de Valladolid, 2011), obra en la que se demuestra que Diego Hurtado de Mendoza es el autor de La segunda parte de Lazarillo de Tormes (Amberes, 1555) y que Jerónimo de Urrea lo es del Diálogo entre Caronte y el ánima de Pedro Luis Farnesio.

- Pícaros, nifas y rufianes. La vida airada en la Edad de Oro (Edaf, 2012; X Premio Algaba).

- Gerardo Diego y la "Fábula de Alfeo y Aretusa" de Pedro Soto de Rojas (Fundación Gerardo Diego, 2013).

- Por sus culpas o por sus gracias. Pasiones y trucos en el gran teatro áureo. De Lope a Calderón (Calambur, 2016).

- “La Lozana Andaluza”, un retrato en clave. Pasquines históricos en la Roma Babilonia (Renacimiento, 2018).

- Secretos a voces. Ficción literaria y realidad política (siglos XV-XVI) (Ediciones Nobel, 2019).

- María de Zayas y otros heterónimos de Castillo Solórzano (Edicions de la Universitat de Barcelona, 2019).ISBN: 978-84-9168-288-2.

### Ediciones de textos, con introducción y notas
- Libro de las suertes (Madrid: CSIC,1986)

- Luis Carrillo y Sotomayor, Obras (Madrid: Castalia, 1990)

- Francisco Ayala, Relatos (Madrid: Bruño, 1992)

- Alfonso de Valdés, Diálogo de las cosas acaecidas en Roma (Madrid: Cátedra, 1992)

- Francisco de Aldana, Poesía (Barcelona: Planeta, 1994)

- Miguel de Cervantes, Novelas ejemplares (Madrid: Alianza Editorial, 1995. Nueva edición en seis tomitos, 2005)

- Miguel de Cervantes, Tres novelas ejemplares y tres entremeses (Barcelona: Biblioteca Hermes, 1997)

- Alfonso de Valdés, Diálogo de Mercurio y Carón (Madrid: Cátedra, 1999).

- Miguel de Cervantes, Novela de Rinconete y Cortadillo y Novela de la española inglesa (Barcelona: Edebé, 2001)

- Lope de Vega, La dama boba y El perro del hortelano (Barcelona: Hermes, 2001; nueva edición corregida y aumentada, Barcelona: Edebé, 2012)

- Lope de Vega, La famosa tragicomedia de Peribáñez y el Comendador de Ocaña (Madrid: Biblioteca Nueva, 2002)

- Alfonso de Valdés, La vida de Lazarillo de Tormes, y de sus fortunas y adversidades (Cuenca: Alfonsípolis, 2004. 2ª edición ampliada, 2006)

- Edición e introducción  a Novela picaresca, I: Alfonso de Valdés, La vida de Lazarillo de Tormes. Mateo Alemán, Guzmán de Alfarache (Madrid: Biblioteca Castro, 2004. 2ª edición revisada y con una adenda, 2011)

- Edición e introducción a Novela picaresca, II: Francisco de Quevedo, La vida del Buscón; Mateo Luján de Sayavedra, Segunda parte de la vida del pícaro Guzmán de Alfarache; Gregorio González, Primera parte del guitón Onofre  (Madrid: Biblioteca Castro, 2005)

- Edición e introducción a Novela picaresca, III: Francisco López de Úbeda (Baltasar Navarrete), Libro de entretenimiento de la pícara Justina; Alonso Jerónimo de Salas Barbadillo, La hija de Celestina (Madrid, Biblioteca Castro, 2007)

- Novela picaresca, IV. Vicente Espinel, Relaciones de la vida del escudero Marcos de Obregón. Estebanillo González, La vida y hechos de Estebanillo González  (Madrid: Biblioteca Castro, 2008)

- Francisco de Quevedo, La vida del Buscón (Barcelona: Edebé, 2008)

- Sancho de Muñón, Tragicomedia de Lisandro y Roselia (Madrid: Cátedra, 2009)

- Edición e introducción a Novela picaresca, V. Diego Hurtado de Mendoza, La segunda parte de Lazarillo de Tormes, y de sus fortunas y adversidades; Juan de Luna, Segunda parte de la vida de Lazarillo de Tormes; Félix Machado de Silva y Castro, Tercera parte de Guzmán de Alfarache (Madrid: Biblioteca Castro, 2010)

- Alfonso de Valdés, Diálogo de Mercurio y Carón, en Ana Vian (ed.), Diálogos españoles del Renacimiento (Toledo: Amuzara, Biblioteca de Literatura Universal, 2010, pp. 107-309)

- Versos de amor. Antología. Selección de Rosa Navarro Durán. (Madrid: Alianza editorial, 2015; 2ª edición, nuevo formato, 2020)

- Edición e introducción a Segundas Celestinas: Feliciano de Silva, Segunda comedia de Celestina; Gaspar Gómez, Tercera parte de la tragicomedia de Celestina; y Sancho de Muñón, Tragicomedia de Lisandro y Roselia (Madrid: Biblioteca Castro, 2016)

- Alfonso de Valdés, La vida de Lazarillo de Tormes, y de sus fortunas y adversidades, edición, introducción y notas (Madrid: Alianza Editorial, 2016).

- Francisco Delicado, Retrato de la Lozana Andaluza, edición e introducción (Madrid: Biblioteca Castro, 2017).

- Federico García Lorca, La casa de Bernarda Alba, edición, introducción y notas (Barcelona: Edebé, 2020).

- María de Zayas, Novelas y desengaños amorosos, selección, introducción y notas (Madrid: Alianza editorial, 2021).

- Lope de Vega, ¿Que no escriba decís, o que no viva?, antología de poemas, edición de Rosa Navarro Durán (Gijón: Impronta Editorial, 2023).

- Francisco de Quevedo, Soy un fue y un será y un es cansado, antología de poemas, edición de Rosa Navarro Durán (Gijón: Impronta Editorial, 2025).

.

### Introducciones a textos
- Introducción y notas a "La Vida" y "Las Moradas" de Santa Teresa de Jesús. Barcelona, Planeta, 1984.

- Introducción al "Libro del juego de las suertes" (Valencia, 1515). Salamanca, Europa,  1991.

- Prólogo a Carmen Laforet,  "Nada". Barcelona, Destino, 1995. Nueva edición: Madrid, Espasa-Calpe, 2006 (Austral  572).

- Introducción a Francisco Ayala, Cazador en el alba. Madrid, Alianza Editorial, 1998.

- Introducción a Pedro Calderón de la Barca, "La vida es sueño". Barcelona, Octaedro, 2001.

- Introducción a Francisco de Quevedo, "La vida del Buscón". Barcelona, Octaedro, 2001.

- Introducción a  Alfonso de Valdés, "La vida de Lazarillo de Tormes, y de sus fortunas y adversidades". Barcelona, Octaedro, 2003. Nueva edición aumentada,  2006.

- Introducción  a Tirso de Molina, "El burlador de Sevilla y convidado de piedra". Barcelona, Hermes, 2003.

- Introducción y selección de poemas de Jaime Siles, "Antología poética". Valencia, Institució Alfons el Magnànim, 2007.

- Introducción a La aventura de José Luis García Martín. Sevilla, Renacimiento, 2011.

- Estudio preliminar a Carmen Laforet,  "Nada". Barcelona, Planeta, Austral Educación, 2019.
- "Desde el umbral", prólogo a Oficio de difuntos de Luis López Suárez, Gijón, Trea, 2023

### Adaptaciones de textos clásicos para niños y estudiantes
- Mitos del mundo clásico. Versión libre de las “Metamorfosis” de Ovidio. Madrid, Alianza Editorial, Biblioteca Juvenil, 2002.

- "El “Quijote” contado a los niños, (Edebé, 2005), traducido al catalán, coreano, holandés, italiano (Mondadori), lituano, noruego, portugués, francés, rumano, letón, turco y polaco.

- Tirante el Blanco contado a los niños (Edebé, 2005), traducido al catalán.

- Platero y yo de Juan Ramón Jiménez contado a los niños (Edebé, 2006), traducido al alemán.

- El Lazarillo contado a los niños (Edebé, 2006)

- "Don Quijote de la Mancha" de Miguel de Cervantes (clásicos para estudiantes). Barcelona, Edebé, 2007.

- El Cid contado a los niños (2007), traducido al francés y al rumano.

- La Odisea contada a los niños (Edebé, 2007), traducida al italiano (Mondadori), catalán, francés, gallego, albanés, turco y polaco.

- Las mil y una noches, selección y adaptación (Edaf, 2007)

- "Cantar de Mio Cid" (clásicos para estudiantes). Barcelona, Edebé, 2007

- Rimas y Leyendas de Bécquer contadas a los niños (Edebé, 2008)

- "El conde Lucanor" de don Juan Manuel (clásicos para estudiantes). Barcelona, Edebé, 2008.

- "La Celestina" de Fernando de Rojas (clásicos para estudiantes). Barcelona, Edebé, 2008.

- Novelas ejemplares de Cervantes contadas a los niños (Edebé, 2008)

- "La Eneida contada a los niños (Edebé, 2009), traducida al italiano (Mondadori), albanés, turco y polaco.

- Tirant lo Blanc (clàssics per a estudiants). Barcelona, Edebé, 2009.

- "La vida y poesía de Miguel Hernández contada a los niños", Barcelona, Edebé, 2009.

- "Fábulas contadas a los niños (Edebé, 2010), traducidas al catalán (Edebé, 2010) y al italiano (Mondadori, 2020).

- Lazarillo de Tormes de Alfonso de Valdés (clásicos para estudiantes).  Barcelona, Edebé, 2010.

- La vida y poesía de Federico García Lorca contada a los niños. Barcelona, Edebé, 2011.

- Milagros de Nuestra Señora contados a los niños. Barcelona, Edebé, 2011.

- "Novelas ejemplares" de Miguel de Cervantes (clásicos para estudiantes). Barcelona, Edebé, 2011.

- La Biblia contada a los niños. Barcelona, Edebé, 2012, traducida al italiano (Mondadori).

- "La vida y poesía de Gustavo Adolfo Bécquer contada a los niños". Barcelona: Edebé, 2012.

- Las fabulosas aventuras del caballero Zifar contadas a los niños. Barcelona, Edebé, 2012.

- La vida y obra de Teresa de Jesús contada a los niños. Barcelona, Edebé, 2013.

- Cien palabras. Pequeño Diccionario de Autoridades. Barcelona, Edebé, 2013.

- La vida y obra de Don Bosco contada a los niños. Barcelona, Edebé, 2014. Traducida al italiano, al inglés y al esloveno.

- Quién es don Quijote de la Mancha. Barcelona, Edebé, 2015. Traducido al turco (2018) y al kurdo.

- Romeo y Julieta de William Shakespeare . Barcelona, Edebé, 2016. Traducido al catalán y al turco (2018).

- Quién es Lazarillo de Tormes. Barcelona, Edebé, 2017.

- La Ilíada contada a los niños. Barcelona, Edebé, 2017, traducida al italiano (Mondadori), albanés, turco y polaco.

- Quién es Ulises. Barcelona, Edebé, 2018.

- Hamlet de William Shakespeare (clásicos para estudiantes). Barcelona, Edebé, 2018.

- Quién es Simbad el Marino. Barcelona, Edebé, 2018.

- Quién es Aladino. Barcelona, Edebé, 2019.

- El gran libro de la mitología. Barcelona, Montena, 2019.

- Las metamorfosis de Ovidio y otros mitos. Barcelona, Edebé, 2020. Traducido al catalán.

- El señor de Bembibre de Enrique Gil y Carrasco (clásicos para estudiantes). Barcelona, Edebé, 2021.

- El avaro de Molière. Barcelona, Edebé, 2021.

- El castillo del dragón, adaptación de Calímaco y Crisórroe, novela bizantina. Gijón, Impronta, 2022.

- Mujercitas de Louisa May Alcott. Barcelona, Planeta, colección Austral intrépida, 2022.

- La vida es sueño de Pedro Calderón de la Barca, con comentarios de Rosa Navarro Durán (clásicos para estudiantes). Barcelona, Edebé, 2022.

- Tristán e Isolda. Versión de Rosa Navarro Durán. Ciudad de México, Perla Ediciones, 2022.

- Alicia en el País de las Maravillas. Adaptación de Rosa Navarro Durán. Barcelona, Edebé, 2023.

- La Odisea de Homero. Versión para niños de Rosa Navarro Durán. Ciudad de México, Perla Ediciones, 2025. Colección Reino Perdido.

- La Ilíada de Homero. Versión para niños de Rosa Navarro Durán. Ciudad de México, Perla Ediciones, 2025. Colección Reino Perdido.

- Lais de María de Francia. Versión de Rosa Navarro Durán. Ciudad de México, Perla Ediciones, 2025.